# Giulia Rizzi
Giulia Rizzi (n. 20 iunie 1989, Udine, Friuli-Veneția Giulia, Italia) este o scrimeră italiană, medaliată olimpică. A participat la 1 ediție a Jocurilor Olimpice (2024) în care a câștigat 1 medalie de aur.

## Participări
Lista de mai jos prezintă principalele competiții la care a participat Giulia Rizzi de-a lungul carierei.
- Spadă feminin pe echipe la Jocurile Olimpice de vară din 2024